# The Beekeeper
The Beekeeper è l'ottavo album in studio della cantante e pianista americana Tori Amos. L'album è stato pubblicato il 20 febbraio 2005 e tratta vari temi come: la morte, l'adulterio e romanticismo; fa un breve riferimento all'antico misticismo gnostico dell'apocrifo di Giovanni.

## Tracce
1. Parasol – 3:54
2. Sweet the Sting – 4:16
3. The Power of Orange Knickers feat. Damien Rice – 3:36
4. Jamaica Inn – 4:03
5. Barons of Suburbia – 5:21
6. Sleeps with Buttlerflies – 3:35
7. General Joy – 4:13
8. Mother Revolution – 3:58
9. Ribbons Undone – 4:30
10. Cars and Guitars – 3:45
11. Witness – 6:06
12. Original Sinsuality – 2:02
13. Ireland – 3:49
14. The Beekeeper – 6:50
15. Martha's Foolish Ginger – 4:22
16. Hoochie Woman – 2:34
17. Goodbye Pisces – 3:36
18. Marys of the Sea – 5:11
19. Toast – 3:42

Traccia bonus della versione CD+DVD
1. Garlands – 8:03

## Classifiche
| Paese             | Posizione massima |
| ----------------- | ----------------- |
| Australia         | 20                |
| Austria           | 8                 |
| Belgio (Fiandre)  | 11                |
| Belgio (Vallonia) | 37                |
| Danimarca         | 21                |
| Europa            | 13                |
| Finlandia         | 15                |
| Francia           | 44                |
| Germania          | 8                 |
| Italia            | 18                |
| Norvegia          | 6                 |
| Paesi Bassi       | 13                |
| Regno Unito       | 24                |
| Stati Uniti       | 5                 |
| Svezia            | 26                |
| Svizzera          | 13                |

## Tour
Original Sinsuality Tour è il tour promozionale dell'album. Il tour non vede la presenza di musicisti, ma si è svolto con le sole esibizioni al piano e all'organo della Amos. Si è svolto nel 2005, durante l'estate è arrivato in Europa, mentre era in tour, la Amos, ha partecipato al Glastonbury Festival e al Patti Smith's Meltdown festival a Londra. Il tour è sbarcato anche in Australia, dopo ben 11 anni dall'ultima esibizione della Amos in quel paese. L'ultimo leg si è svolto negli Stati Uniti sotto il nome di Summer of Sin Tour. Durante il tour, la Amos ha chiesto ai fans di scegliere una canzone della quale avrebbe fatto una cover, una delle canzoni scelte è stata Can't Get You out of My Head di Kylie Minogue, l'esibizione è stata anche una sorta di dedica alla Minogue, la quale aveva da poco annunciato di avere il cancro.

## Crediti
- Tori Amos - voce, pianoforte, organo B-3 Hammond
- Damien Rice - voce
- Matt Chamberlain – batteria
- Jon Evans – basso
- Mac Aladdin – chitarra elettrica, chitarra acustica